# Charles Constant Wilfred Kilian
Charles Constant Wilfred Kilian, född 1862, död 1925, var en fransk geolog.
Kilian blev professor vid universitetet i Grenoble och var en framstående medarbetare vid Frankrikes geologiska kartverk. Kilian ägnade sig åt Frankrikes geologi och stratigrafi, bland annat Mont Lure (Basses Alpes) och den övre juran och nedre kritan i sydöstra Frankrike.